# TrustedBSD
TrustedBSD était une surcouche de FreeBSD destinée à accentuer la sécurité. Le projet était rendu possible par des subventions venant de variétés d'organisations dont : Defense Advanced Research Projects Agency (DARPA), National Security Agency (NSA), Network Associates Laboratories, Safeport Network Services, université de Pennsylvanie, Yahoo!, McAfee, SPARTA, Apple, et autres.